# Mickaël Malsa
Mickaël Ramon Vincent Malsa (Parijs, 12 oktober 1995) is een Frans voetballer die als middenvelder speelt. Hij verruilde medio 2020 CD Mirandés voor Levante UD.

## Clubcarrière
Malsa komt uit de jeugdacademie van FC Sochaux. Hij debuteerde op 8 februari 2014 in de Ligue 1 tegen Lille OSC, dat met 2–0 won na doelpunten van Divock Origi en Ryan Mendes. Hij startte in de basiself en werd enkele minuten voor affluiten naar de kant gehaald. Twee weken later stond hij opnieuw in de basiself tegen Valenciennes. Hij speelde de volledige wedstrijd, die in 2–2 eindigde.
Hij tekende in juli 2017 een contract tot medio 2020 bij Fortuna Sittard, dat hem overnam van US Avranches. In januari 2018 werd hij tot het einde van het seizoen verhuurd aan het Griekse Platanias FC.  In het seizoen 2018/19 speelt hij op huurbasis in Spanje voor Albacete Balompié. In 2019 ging hij naar CD Mirandés. Een jaar later ging Malsa naar Levante UD.
Op 12 augustus 2022, na de degradatie van Levante, tekende Malsa een vierjarig contract bij Real Valladolid uit La Liga.

## Interlandcarrière
Met het Martinikaans voetbalelftal nam hij deel aan de Caribbean Cup 2014.
1 Vegas ·
2 Son ·
3 Toño ·
4 Pier ·
5 Radoja ·
6 Duarte ·
7 León ·
9 Roger ·
10 Bardhi ·
11 Morales  ·
12 Malsa ·
13 Fernández ·
14 Vezo ·
15 Postigo ·
16 Rochina ·
17 Vukčević ·
18 De Frutos ·
19 Clerc ·
20 Miramón ·
21 Gómez ·
22 Melero ·
23 Coke ·
24 Campaña ·
25 Doukouré ·
34 Cárdenas ·
Coach: López